# WrestleMania 2000
WrestleMania 2000, nota anche come WrestleMania 16, è stata la sedicesima edizione dell'omonimo pay-per-view prodotto dalla World Wrestling Federation, svoltasi il 2 aprile 2000 all'Arrowhead Pond di Anaheim (California).
Il main event della serata fu un Fatal 4-Way Elimination match con in palio il WWF Championship, che vide coinvolti Big Show (con Shane McMahon), Mick Foley (con Linda McMahon), The Rock (con Vince McMahon) ed il campione Triple H (con Stephanie McMahon).
Lo show fu caratterizzato dall'assenza di match singoli.

## Risultati
| # | Risultati | Stipulazioni                                                     | Durata |
| - | --- | ---------------------------------------------------------------- | ------ |
| 1 | Big Boss Man e Bull Buchanan hanno sconfitto D'Lo Brown e The Godfather                                                                       | Tag team match                                                   | 09:02  |
| 2 | Hardcore Holly ha vinto eliminando per ultimo Crash Holly (c)                                                                                 | Battle royal per l'Hardcore Championship                         | 15:00  |
| 3 | Albert e Test (con Trish Stratus) hanno sconfitto Al Snow e Steve Blackman                                                                    | Tag team match                                                   | 07:03  |
| 4 | Edge e Christian hanno sconfitto The Dudley Boyz (c) e The Hardy Boyz                                                                         | Triple threat tag team ladder match per il Tag Team Championship | 22:30  |
| 5 | Terri Runnels (con The Fabulous Moolah) ha sconfitto The Kat (con Mae Young)                                                                  | Catfight match con Val Venis come arbitro speciale               | 02:26  |
| 6 | Chyna, Grand Master Sexay e Scotty 2 Hotty hanno sconfitto Dean Malenko, Eddie Guerrero e Perry Saturn                                        | Six-person mixed tag team match                                  | 09:37  |
| 7 | Chris Benoit ha sconfitto Kurt Angle (c) e Chris Jericho                                                                                      | Triple threat match per l'Intercontinental Championship          | 13:36  |
| 7 | Chris Jericho ha sconfitto Kurt Angle (c) e Chris Benoit                                                                                      | Triple threat match per l'European Championship                  | 13:36  |
| 8 | Kane e Rikishi (con Paul Bearer) hanno sconfitto Road Dogg e X-Pac (con Tori)                                                                 | Tag team match                                                   | 04:14  |
| 9 | Triple H (c) (con Stephanie McMahon) ha sconfitto Big Show (con Shane McMahon), Mick Foley (con Linda McMahon) e The Rock (con Vince McMahon) | Fatal four-way elimination match per il WWF Championship         | 36:24  |